# Ahmed El-Said
Ahmed El-Said (ur. 15 kwietnia 1970 w Kairze) – egipski bokser.
Uczestnik Letnich Igrzyskach Olimpijskich w 1996, zajął 9. miejsce.